# Schenkia clementii
Schenkia clementii är en gentianaväxtart som först beskrevs av Karel Domin, och fick sitt nu gällande namn av G.Mans.. Schenkia clementii ingår i släktet Schenkia och familjen gentianaväxter. Inga underarter finns listade i Catalogue of Life.